# ゴール (スー族)

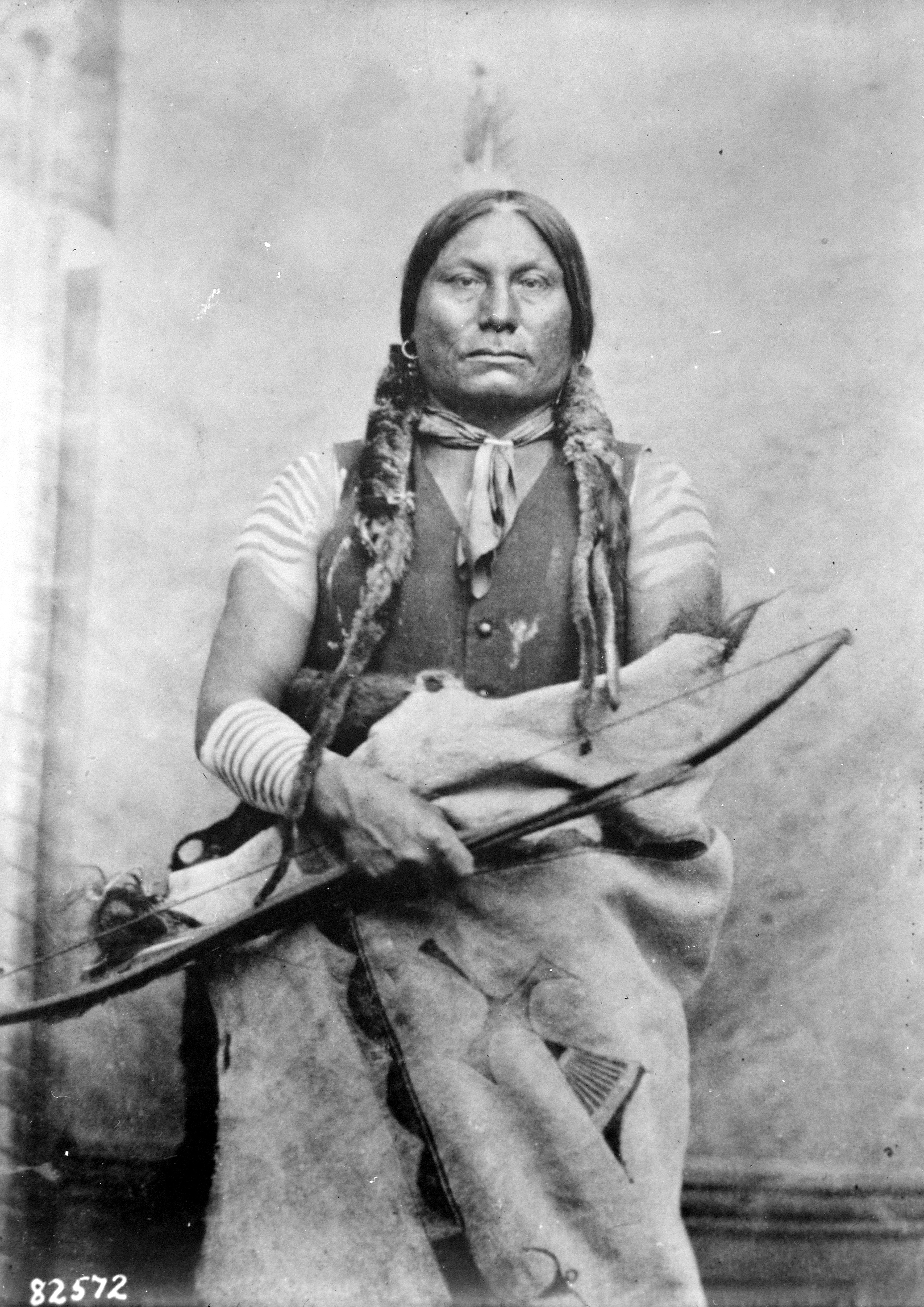
ピジ（1881年）

ゴール、またはガル（Gall、1840年 - 1895年12月5日）は、アメリカインディアンのスー族の戦士。正式な名は「ピジ」であり、これは「胆汁」という意味である。

## 人物
シッティング・ブルと同じく、オグララ・スー族に属するハンクパパ・スー族の出身。
非常に気位が高く、勇猛果敢だった。
アリカラ族のブラッディ・ナイフ酋長とは、幼い頃からの宿敵であり、のちにリトルビッグホーンの戦いで、彼を殺した。

## 戦歴

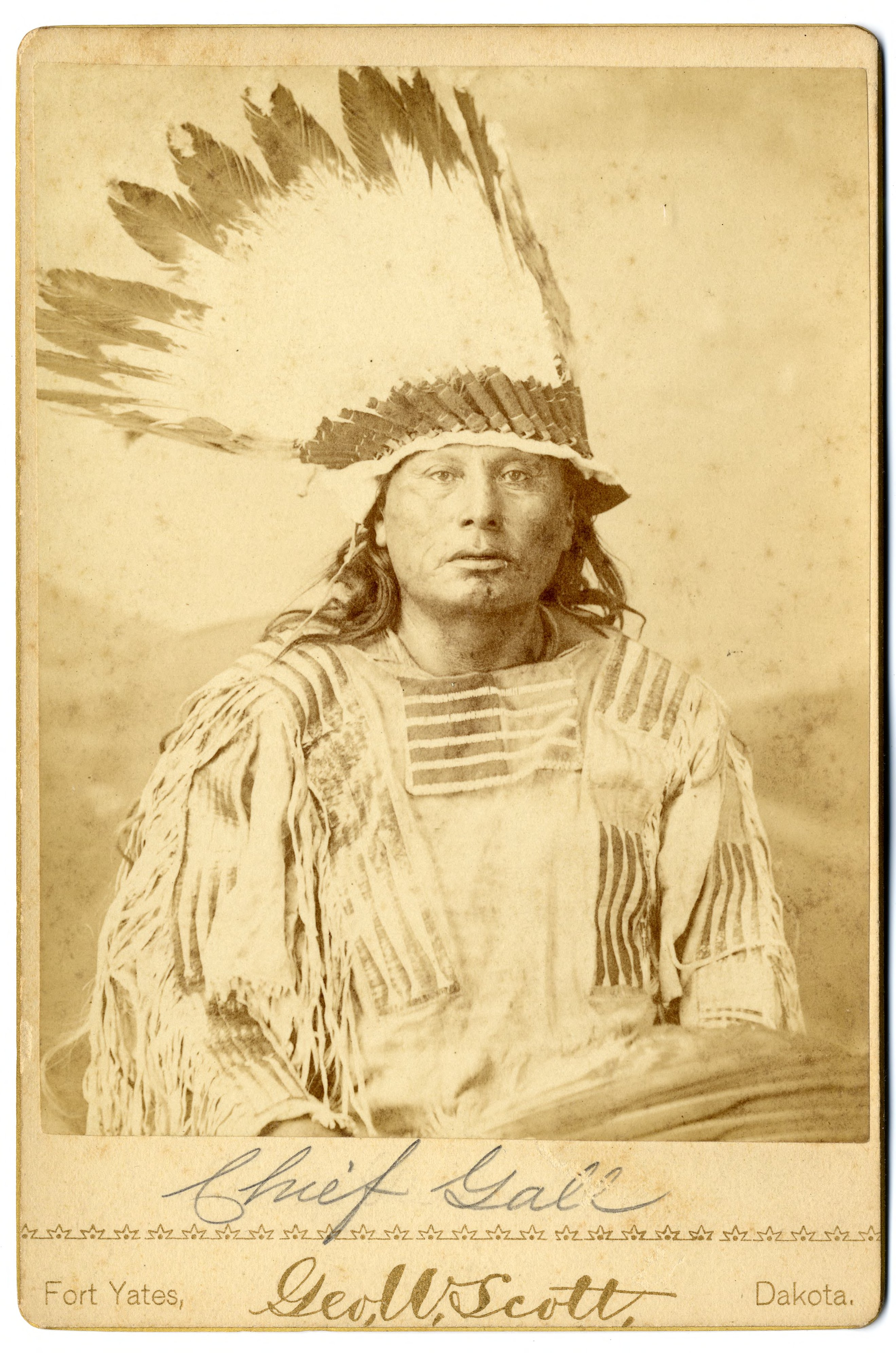
1880年代の写真

シッティング・ブルとともに、1872年と1873年のイエローストーン川の戦いで騎兵隊を壊滅させ、1876年6月25日、リトルビッグホーンの戦いでカスター中佐の第七騎兵隊を分断させる働きをし、これを全滅させた。
ブルと一緒にカナダに逃れていたが、アメリカ政府と和睦して戻ると、シッティング・ブルと仲違いして一族の一部とともにモンタナに移動した。1881年、そこでアメリカ政府に投降してスタンディング・ロック保留地で余生を過ごした。

## 晩年
スタンディング・ロック保留地では、白人は彼を裁判官に任命し、気位の高い彼を懐柔した。すっかり白人賛美者になった彼は、家族に白人の文化を積極的に取り入れるように薦めたほどだった。